# Guberevci
Guberevci (izvirno srbsko Губеревци) je naselje v Srbiji, ki upravno spada pod Občino Lučani; slednja pa je del Moraviškega upravnega okraja.

## Demografija
V naselju, katerega izvirno (srbsko-cirilično) ime je Губеревци, živi 677 polnoletnih prebivalcev, pri čemer je njihova povprečna starost 47,8 let (44,6 pri moških in 51,2 pri ženskah). Naselje ima 293 gospodinjstev, pri čemer je povprečno število članov na gospodinjstvo 2,74.
To naselje je, glede na rezultate popisa iz leta 2002, večinoma srbsko.
|  |

| Demografija | Demografija     | Demografija     |
| Leto        | Št. prebivalcev | Št. prebivalcev |
| ----------- | --------------- | --------------- |
|             |                 |                 |
|             |                 |                 |
|             |                 |                 |
|             |                 |                 |
| 1948        | 1619            |                 |
| 1953        | 1670            |                 |
| 1961        | 1597            |                 |
| 1971        | 1437            |                 |
| 1981        | 1234            |                 |
| 1991        | 979             | 958             |
| 2002        | 835             | 804             |
|             |                 |                 |

| Etnična sestava po popisu iz leta 2002 | Etnična sestava po popisu iz leta 2002 | Etnična sestava po popisu iz leta 2002 | Etnična sestava po popisu iz leta 2002 | Etnična sestava po popisu iz leta 2002 |
| -------------------------------------- | -------------------------------------- | -------------------------------------- | -------------------------------------- | -------------------------------------- |
| Srbi                                   | Srbi                                   |                                        | 790                                    | 98,25%                                 |
| Jugoslovani                            | Jugoslovani                            |                                        | 6                                      | 0,74%                                  |
| Črnogorci                              | Črnogorci                              |                                        | 1                                      | 0,12%                                  |
| Neznano                                | Neznano                                |                                        | 7                                      | 0,87%                                  |